# Вурмат (Подвелка)
Вурмат (словен. Vurmat) је насељено место у општини Подвелка, Корушка регија, Словенија. Део је насеља Вурмат, које је административним границама подељено на два насеља: Вурмат (Подвелка, Корушка регија) и Вурмат (Селница об Драви, Подравска регија).

## Историја
До територијалне реорганизације у Словенији био је у саставу старе општине Радље об Драви.

## Становништво
У попису становништва из 2011. године, Вурмат је имао 168 становника.
| Број становника према пописима | Број становника према пописима | Број становника према пописима |
| ------------------------------ | ------------------------------ | ------------------------------ |
| 1991                           | 2002                           | 2011                           |
| 199                            | 187                            | 168                            |